# Små Antillerna
Små Antillerna är en ögrupp i Antillerna i Karibiska havet. Ögruppen är en del av Västindien och ligger sydost om Stora Antillerna. De sträcker sig i en båge från Jungfruöarna i norr till Aruba utanför Venezuelas kust i syd. Öarna är relativt små och tätbefolkade. Störst till ytan är Trinidad, men av de övriga öarna är det enbart Martinique som är över 1 000 km².
Små Antillerna delas i sin tur upp i Öarna över vinden och Öarna under vinden samt längst i öster Trinidad och Tobago och Barbados. Geografiskt räknas Små Antillerna till Nordamerika.

## Öarna över vinden

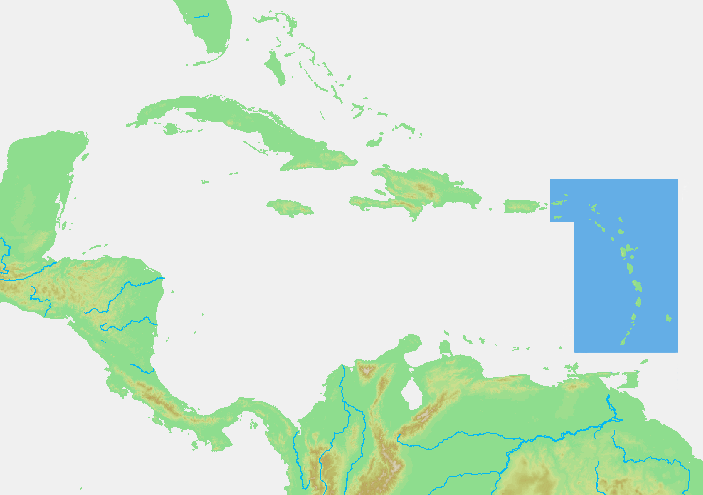
Öarna över vinden

Öarna över vinden är de östra och norra delarna av Små Antillerna, motsvarande större delen. 
Öarna står under inflytande av passadvinden från öst och nederbördsmängden ligger över 2 000 mm per år. De flesta öarna i gruppen skapades av vulkaner. 

### Läöarna

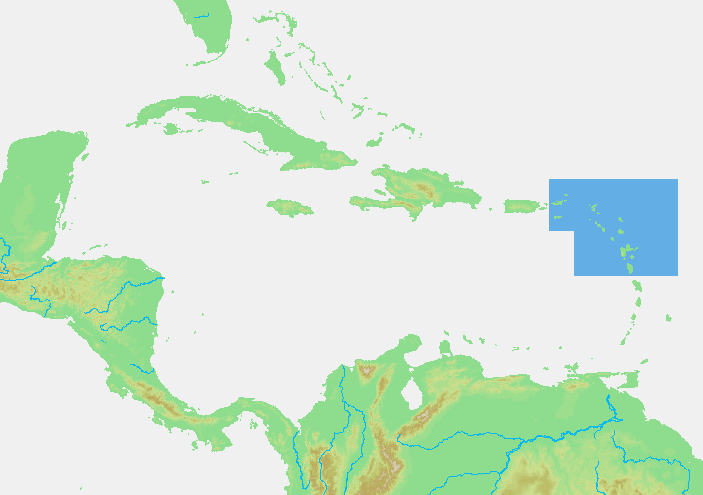
Öarna över vinden - Läöarna

Den norra delen av Öarna över vinden kallas Läöarna (engelska Leeward Islands, ej att förväxla med Leeward Antilles som motsvarar Öarna under vinden, se nedan).
- Amerikanska Jungfruöarna: Saint Thomas, Saint John, Saint Croix, Water Island
- Brittiska Jungfruöarna: Tortola, Virgin Gorda, Anegada, Jost Van Dyke
- Anguilla: Dog Island, Scrub Island, Seal Island, Sombrero, Cays, Pear, Prickley
- Saint Martin bestående av franska Saint-Martin och nederländska Sint Maarten
- Saba (Nederländerna, f.d. Nederländska Antillerna)
- Sint Eustatius (Nederländerna, f.d. Nederländska Antillerna)
- Saint-Barthélemy
- Saint Kitts and Nevis: Saint Kitts, Nevis
- Antigua och Barbuda: Antigua, Barbuda, Redonda
- Montserrat
- Guadeloupe (Frankrike): Basse-Terre, Grande-Terre,  La Désirade,  Marie-Galante, Îles des Saintes (les Saintes), Îles de la Petite-Terre
- Dominica

Även den lilla och avlägsna Avesön (Dependencias Federales, Venezuela) kan räknas in i den här gruppen.

### Lovartöarna

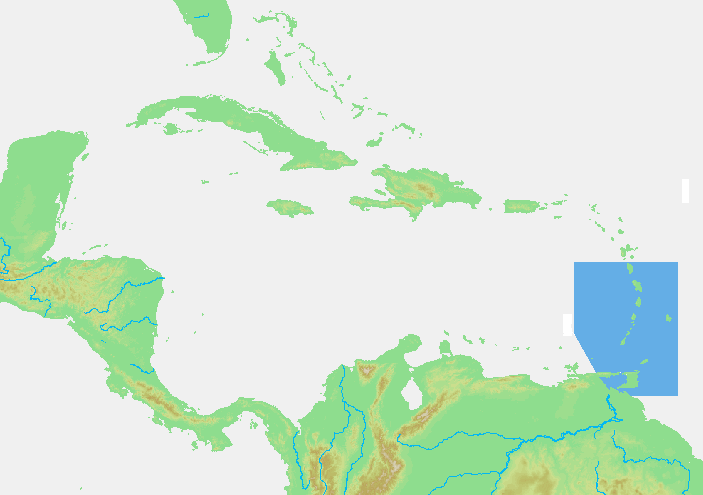
Öarna över vinden - Lovartöarna

Den södra delen av Öarna över vinden kallas Lovartöarna (eng. Windward Islands). 
- Martinique (Frankrike)
- Saint Lucia
- Saint Vincent och Grenadinerna: Saint Vincent, Grenadinerna
- Grenada (inklusive Carriacou, Ronde Island och Petit Martinique i Grenadinerna)

## Öarna under vinden

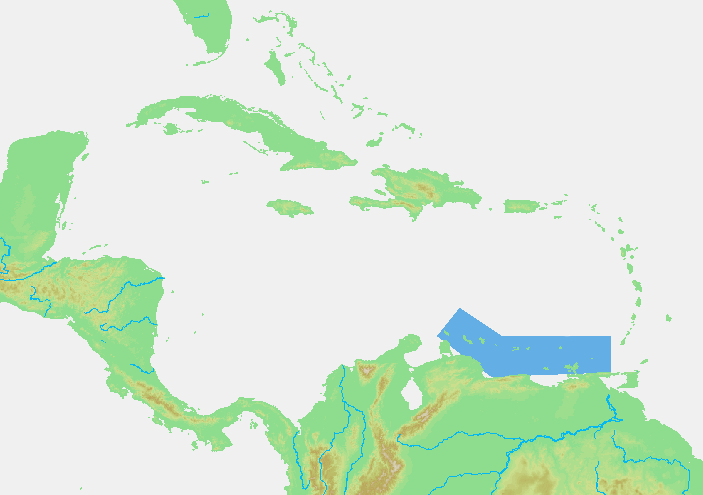
Öarna under vinden.

Öarna under vinden (Benedenwindse Eilanden, Islas de Sotavento, Leeward Antilles - ej att förväxla med Leeward Islands, se ovan) ligger strax norr om Venezuela i Sydamerika. Öarna står inte under inflytande av passadvinden. Klimatet är här torrare än vid Öarna över vinden. De tre västra öarna som tidigare ingått i Nederländska Antillerna kan sammanfattas som ABC-öarna.
- Dependencias Federales (Venezuela): Las Avesöarna, Los Roques, La Orchilaön,  La Blanquillaön, Los Hermanosöarna, Los Testigos
- Bonaire (Nederländerna, f.d. Nederländska Antillerna)
- Curaçao
- Aruba

Isla Margarita (Nueva Esparta, Venezuela) ligger mellan Öarna under vinden och Windward Islands.